# ستيفين واينهولد
ستيفين واينهولد (بالألمانية: Steffen Weinhold) (مواليد 19 يوليو 1986)،هو لاعب كرة يد ألماني، يلعب حالياً لنادي كيل ويمثل منتخب ألمانيا لكرة اليد.

## روابط خارجية
- ستيفين واينهولد على موقع الاتحاد الدولي لكرة اليد (الإنجليزية)
- ستيفين واينهولد على موقع الاتحاد الأوروبي لكرة اليد (الإنجليزية)
- ستيفين واينهولد على موقع نادي كيل لكرة اليد (الألمانية)
- ستيفين واينهولد على موقع اللجنة الأولمبية الدولية (الإنجليزية)
- ستيفين واينهولد على موقع أوليمبيديا (الإنجليزية)
- ستيفين واينهولد على موقع اللجنة الأولمبية الألمانية (الألمانية)